# Culicoides nudipennis
Culicoides nudipennis är en tvåvingeart som beskrevs av Jean-Jacques Kieffer 1922. Culicoides nudipennis ingår i släktet Culicoides och familjen svidknott. Inga underarter finns listade i Catalogue of Life.